# Santa María de la Salud en Primavalle (título cardenalicio)
Santa María de la Salud en Primavalle (en latín: "Sanctae Mariae Salutis in regione vulgo Primavalle")-(en italiano: "Santa Maria della Salute a Primavalle"); es un título cardenalicio por Su Santidad el Papa Pablo VI, en el año 1969.
Actualmente el cardenal titular es el canadiense Frank Leo.

## Titulares
- George Bernard Flahiff, C.S.B.  (30 de abril de 1969-22 de agosto de 1989)
- Antonio Quarracino (28 de junio de 1991-28 de febrero de 1998)
- Jean Honoré (21 de febrero de 2001-28 de febrero de 2013)
- Kelvin Edward Felix (22 de febrero de 2014-30 de mayo de 2024).